# Bäckaskog (Kristianstad)
Bäckaskog is een dorp in de gemeente Kristianstad in de Zweedse provincie Skåne län en het landschap Skåne. De plaats heeft een inwoneraantal van 293 en een oppervlakte van 38 hectare (2010).
Net ten zuiden van het dorp loopt de Europese weg 22. De plaats ligt aan de spoorweg tussen de stad Kristianstad en de plaats Sölvesborg.
Op een paar kilometer van het dorp liggen de kastelen Trolle Ljungby slot en het Bäckaskogs slot. Deze eerste ligt ten zuiden van het dorp, de ander ten noorden.

## Geboren
- Brigitta Scherzenfeldt (1684-1736), Deens-Zweedse architect en beeldhouwer